# Nordische Junioren-Skiweltmeisterschaften 2011
Die 34. Nordischen Junioren-Skiweltmeisterschaften 2011 und die in diesem Rahmen ausgetragenen 6. U-23-Langlauf-Weltmeisterschaften fanden vom 25. bis zum 31. Januar 2011 in Otepää statt. Die Wettbewerbe im Skilanglauf, Skispringen und in der Nordischen Kombination wurden auf der Tehvandi-Schanze (K90) und im Tehvandi spordikeskus ausgetragen.

## Teilnehmer
Sportlerinnen und Sportler aus 38 Nationen nahmen an den Nordischen Junioren-Skiweltmeisterschaften 2011 teil. Nach Sportarten aufgeteilt waren im Langlauf mit 36 verschiedenen Ländern die meisten Nationen vertreten, gefolgt vom Skispringen mit 25 Nationen und von der Nordischen Kombination mit 17 Nationen.
| - Argentinien - Armenien - Australien - Bulgarien - Volksrepublik China - Dänemark - Deutschland - Estland - Finnland - Frankreich - Griechenland - Italien - Japan | - Kanada - Kasachstan - Kroatien - Lettland - Liechtenstein - Litauen - Mongolei - Niederlande - Norwegen - Österreich - Polen - Rumänien - Russland | - Schweden - Schweiz - Slowakei - Slowenien - Spanien - Tschechien - Ukraine - Ungarn - Venezuela - Vereinigte Staaten - Vereinigtes Königreich - Belarus |

## Langlauf U23 Männer

### 15 km Freistil
| Platz | Sportler               | Land | Zeit        |
| ----- | ---------------------- | ---- | ----------- |
| 1     | Jewgeni Below          | RUS  | 35:26,3 min |
| 2     | Pavel Vikulin          | RUS  | 35:42,4 min |
| 3     | Raul Schakirsjanow     | RUS  | 35:49,7 min |
| 4     | Thomas Vestboe         | NOR  | 35:55,5 min |
| 5     | Kevin Sandau           | CAN  | 36:04,8 min |
| 6     | Andrew Musgrave        | GBR  | 36:05,1 min |
| 7     | Andreas Katz           | GER  | 36:10,4 min |
| 8     | Hannes Dotzler         | GER  | 36:24,3 min |
| 9     | Noah Hoffman           | USA  | 36:42,4 min |
| 10    | Paul Constantin Pepene | ROM  | 36:46,5 min |
| ...   |                        |      |             |
| 13    | Thomas Grader          | AUT  | 36:55,7 min |
| 15    | Bernhard Tritscher     | AUT  | 37:04,3 min |
| 16    | Jonas Baumann          | CHE  | 37:07,1 min |
| 20    | Lucas Bögl             | GER  | 37:21,0 min |

Datum: 27. Januar 2011

Der Wettbewerb über 15 Kilometer Freistil wurde von den russischen Sportlern dominiert. Auch in diesem Wettbewerb setzte sich mit Jewgeni Below der Favorit durch. Below, der in dieser Saison schon einen Podiumsplatz im Weltcup feiern konnte, verwies seine Landsmänner Pavel Vikulin und Raul Schakirsjanow auf die Plätze zwei und drei. Für eine kleine Überraschung sorgte der Brite Andrew Musgrave, der sich den sechsten Platz sicherte. Auf den Plätzen sieben und acht folgten die beiden deutschen Starter Andreas Katz und Hannes Dotzler. Der deutsche Hoffnungsträger Tim Tscharnke belegte einen für ihn enttäuschenden 21. Platz. Der Rumäne Paul Constantin Pepene, der im letzten Jahr den Verfolgungswettbewerb gewinnen konnte, wurde Zehnter. Bester österreichischer Starter war Thomas Grader auf dem 13. Platz. 67 Athleten erreichten das Ziel. Der Finne Juho Mikkonen gab das Rennen auf.

### Sprint klassisch
| Platz | Sportler              | Land | Qualifikationszeit |
| ----- | --------------------- | ---- | ------------------ |
| 1     | Alexander Panschinski | RUS  | 3:33,35 min (1.)   |
| 2     | Timo André Bakken     | NOR  | 3:37,97 min (5.)   |
| 3     | Magnus Moholt         | NOR  | 3:36,28 min (3.)   |
| 4     | Dietmar Nöckler       | ITA  | 3:41,72 min (14.)  |
| 5     | Karel Tammjärv        | EST  | 3:37,51 min (4.)   |
| 6     | Jesse Cockney         | CAN  | 3:46,64 min (30.)  |
| 7     | Len Väljas            | CAN  | 3:33,74 min (2.)   |
| 8     | Sebastian Eisenlauer  | GER  | 3:40,75 min (11.)  |
| 9     | Juho Mikkonen         | FIN  | 3:42,69 min (16.)  |
| 10    | Ari Luusua            | FIN  | 3:43,35 min (18.)  |
| ...   |                       |      |                    |
| 22    | Jovian Hediger        | CHE  | 3:45,43 min (27.)  |
| 26    | Markus Bader          | AUT  | 3:43.36 (19.)      |

Datum: 29. Januar 2011

Der Russe Alexander Panschinski, der bei den Olympischen Winterspielen 2010 in Vancouver die Silbermedaille im Sprint gewonnen hatte, wurde seiner Favoritenrolle gerecht. Nachdem er schon die Qualifikation für sich entscheiden könnte, setzte er sich im Finale gegen die Norweger Timo André Bakken und Magnus Moholt durch. Der Italiener Dietmar Nöckler belegte wie im Vorjahr den vierten Platz. Lokalmatador Karel Tammjärv überraschte mit dem fünften Platz. Bester Deutscher war Sebastian Eisenlauer auf dem achten Platz. Die beiden anderen deutschen Starter Lucas Bögl und Philipp Marschall schieden in der Qualifikation aus. Bester Schweizer wurde Jovian Hediger auf dem 22. Platz. Gianluca Cologna, der jüngere Bruder von Dario Cologna, scheiterte als 31. knapp an der Qualifikation. Markus Bader belegte als bester österreichischer Starter den 26. Platz. 56 Athleten liefen die Qualifikation, ein gemeldeter Teilnehmer trat nicht an.

### 30 km Verfolgungsrennen
| Platz | Sportler           | Land | Zeit        |
| ----- | ------------------ | ---- | ----------- |
| 1     | Alex Harvey        | CAN  | 1:13:47,9 h |
| 2     | Jewgeni Below      | RUS  | 1:13:48,6 h |
| 3     | Raul Schakirsjanow | RUS  | 1:14:23,6 h |
| 4     | Andrei Larkow      | RUS  | 1:14:31,0 h |
| 5     | Fredrik Jonsson    | SWE  | 1:14:33,9 h |
| 6     | Dietmar Nöckler    | ITA  | 1:14:42,1 h |
| 7     | Finn Haagen Krogh  | NOR  | 1:14:44,5 h |
| 8     | Mattia Pellegrin   | ITA  | 1:14:45,3 h |
| 9     | Karel Tammjärv     | EST  | 1:14:46,9 h |
| 10    | Fabrizio Clementi  | ITA  | 1:14:56,8 h |
| 10    | Pawel Wikulin      | RUS  | 1:14:56,8 h |
| ...   |                    |      |             |
| 13    | Jonas Baumann      | CHE  | 1:15:03,3 h |
| 14    | Andreas Katz       | GER  | 1:15:09,1 h |
| 19    | Philipp Marschall  | GER  | 1:16:26,4 h |
| 21    | Aurelius Herburger | AUT  | 1:17:08,6 h |

Datum: 31. Januar 2011

57 Athleten erreichten das Ziel, fünf erreichten nicht das Ziel und zwei gemeldete Teilnehmer traten nicht an.

## Langlauf U23 Frauen

### 10 km Freistil
| Platz | Sportler            | Land | Zeit        |
| ----- | ------------------- | ---- | ----------- |
| 1     | Krista Lähteenmäki  | FIN  | 26:33,3 min |
| 2     | Marija Guschtschina | RUS  | 27:33,3 min |
| 3     | Hilde Lauvhaug      | NOR  | 27:35,1 min |
| 4     | Polina Medwedewa    | RUS  | 27:42,5 min |
| 5     | Olga Lawrenowa      | RUS  | 27:46,7 min |
| 6     | Alenka Cebasek      | SLO  | 27:49,9 min |
| 7     | Denise Herrmann     | GER  | 27:55.8 min |
| 8     | Jennie Öberg        | SWE  | 28:11,2 min |
| 9     | Kerttu Niskanen     | FIN  | 28:11,3 min |
| 10    | Britt Ingunn Nydal  | NOR  | 28:11,8 min |
| ...   |                     |      |             |
| 15    | Monique Siegel      | GER  | 28:27,6 min |
| 21    | Sandra Ringwald     | GER  | 29:15,3 min |

Datum: 27. Januar 2011

Auch beim Damenwettbewerb über 10 Kilometer Freistil setzte sich mit Krista Lähteenmäki die Topfavoritin durch. Die Olympiateilnehmerin von 2010, die im Weltcup schon Top-Ten-Platzierungen feiern konnte, setzte sich souverän mit einer Minute Vorsprung gegenüber der Konkurrenz durch. Die Norwegerin Hilde Lauvhaug, die nach 6,6 Kilometern noch auf dem sechsten Platz gelegen hatte, hatte gegen Ende des Rennens die meisten Kraftreserven und sicherte sich mit 2 Sekunden Rückstand auf die Russin Marija Guschtschina die Bronzemedaille. Die Slowenin Alenka Cebasek, die bei der letzten Zeitmessung noch den zweiten Platz innehatte, musste ihrem Anfangstempo Tribut zollen und fiel auf den sechsten Platz zurück. Eine gute Leistung zeigte die deutsche Sprintspezialistin Denise Herrmann, die auf Platz sieben einkam. Monique Siegel und Sandra Ringwald belegten die Plätze 15 und 21. Unter den 42 Starterinnen, die alle das Ziel erreichten, waren keine Sportlerinnen aus Österreich und der Schweiz.

### Sprint klassisch
| Platz | Sportler           | Land | Qualifikationszeit |
| ----- | ------------------ | ---- | ------------------ |
| 1     | Kerttu Niskanen    | FIN  | 3:21,07 min (1.)   |
| 2     | Britt Ingunn Nydal | NOR  | 3:30,03 min (16.)  |
| 3     | Jennie Öberg       | SWE  | 3:24.27 min (4.)   |
| 4     | Oxana Ussatowa     | RUS  | 3:24,05 min (3.)   |
| 5     | Hanna Brodin       | SWE  | 3:26,40 min (9.)   |
| 6     | Mari Eide          | NOR  | 3:24,75 min (6.)   |
| 7     | Olga Zarjowa       | RUS  | 3:29,25 min (15.)  |
| 8     | Polina Medwedewa   | RUS  | 3:25,42 min (8.)   |
| 9     | Triin Ojaste       | EST  | 3:23,15 min (2.)   |
| 10    | Emma Wikén         | SWE  | 3:32,97 min (20.)  |
| 11    | Denise Herrmann    | GER  | 3:24.41 min (5.)   |
| ...   |                    |      |                    |
| 13    | Sandra Ringwald    | GER  | 3:24,84 min (7.)   |
| 19    | Tatjana Stiffler   | CHE  | 3:30,38 min (17.)  |

Datum: 29. Januar 2011

Den Sieg im Sprint der Damen sicherte sich Kerttu Niskanen. Die Finnin, die im Vorjahr die 10 Kilometer klassisch für sich entscheiden konnte, gewann somit ihren zweiten U23-Weltmeistertitel. Sie setzte sich dabei klar gegen die Norwegerin Britt Ingunn Nydal und die Schwedin Jennie Öberg durch. Die als große Favoritin gestartete Schwedin Hanna Brodin müsste sich mit dem fünften Platz begnügen. Die estnische Starterin Triin Ojaste, die in der Qualifikation noch den zweiten Platz belegt hatte, verpasste das Finale und wurde Neunte. Beste deutsche Starterin war Denise Herrmann, die ebenfalls im Halbfinale ausschied und den elften Platz belegte. Die einzige Starterin aus der Schweiz, Tatjana Stiffler, wurde 19. Unter den 40 Starterinnen, die die Qualifikation bestritten, war keine Teilnehmerin aus Österreich.

### 15 km Verfolgungsrennen
| Platz | Sportler                 | Land | Zeit        |
| ----- | ------------------------ | ---- | ----------- |
| 1     | Ingvild Flugstad Østberg | NOR  | 41:55,5 min |
| 2     | Britt Ingunn Nydal       | NOR  | 42:01,9 min |
| 3     | Kerttu Niskanen          | FIN  | 42:02,9 min |
| 4     | Polina Medwedewa         | RUS  | 42:31,2 min |
| 5     | Denise Herrmann          | GER  | 42:33,1 min |
| 6     | Melissa Gorra            | ITA  | 42:38,8 min |
| 7     | Monique Siegel           | GER  | 42:39,3 min |
| 8     | Astrid Øyre Slind        | NOR  | 42:39,7 min |
| 9     | Marija Guschtschina      | RUS  | 42:43.5 min |
| 10    | Sandra Ringwald          | GER  | 42:44.5 min |

Datum: 31. Januar 2011

35 Athletinnen erreichten das Ziel, drei gemeldete Läuferinnen traten nicht an.

## Langlauf Junioren

### 10 km Freistil
| Platz | Sportler                | Land | Zeit        |
| ----- | ----------------------- | ---- | ----------- |
| 1     | Sindre Bjoernestad Skar | NOR  | 24:05,2 min |
| 2     | Markus Weeger           | GER  | 24:21,2 min |
| 3     | Perttu Hyvarinen        | FIN  | 24:22,7 min |
| 4     | Jonas Dobler            | GER  | 24:23,9 min |
| 5     | Konstantin Kuleev       | RUS  | 24:33,9 min |
| 6     | Erik Bergfall Brovold   | NOR  | 24:36,8 min |
| 7     | Max Hauke               | AUT  | 24:42,6 min |
| 8     | Didrik Tønseth          | NOR  | 24:45,0 min |
| 9     | Paul Goalabre           | FRA  | 24:45,4 min |
| 10    | Mathias Rundgreen       | NOR  | 24:46,3 min |
| ...   |                         |      |             |
| 21    | Thomas Wick             | GER  | 25:20,6 min |
| 39    | Dominik Baldauf         | AUT  | 26:04,6 min |
| 42    | Fabian Schaad           | CHE  | 26:06,8 min |

Datum: 26. Januar 2011

103 Starter waren gemeldet. Ein gemeldeter Teilnehmer trat nicht an, ein Athlet erreichte nicht das Ziel.

### Sprint Klassisch
| Platz | Sportler                | Land | Qualifikationszeit |
| ----- | ----------------------- | ---- | ------------------ |
| 1     | Sergei Ustjugow         | RUS  | 3:31,43 min (3.)   |
| 2     | Sondre Turvoll Fossli   | NOR  | 3:29,95 min (1.)   |
| 3     | Gleb Retiwych           | RUS  | 3:30,13 min (2.)   |
| 4     | Emil Iversen            | NOR  | 3:35,50 min (7.)   |
| 5     | Dmitriy Golub           | RUS  | 3:37,94 min (13.)  |
| 6     | Simen Lanes             | NOR  | 3:35,07 min (6.)   |
| 7     | Iivo Niskanen           | FIN  | 3:36,97 min (11.)  |
| 8     | Alexander Wolz          | GER  | 3:37,51 min (12.)  |
| 9     | Rifat Safiullin         | RUS  | 3:32,39 min (4.)   |
| 10    | Sindre Bjoernestad Skar | NOR  | 3:34,01 min (5.)   |
| ...   |                         |      |                    |
| 12    | Dominik Baldauf         | AUT  | 3:41,59 min (22.)  |
| 17    | Luis Stadlober          | AUT  | 3:41,05 min (18.)  |
| 18    | Florian Eberspacher     | GER  | 3:41,13 min (19.)  |
| 19    | Samson Schairer         | GER  | 3:41,14 min (20.)  |
| 20    | Max Hauke               | AUT  | 3:41,91 min (25.)  |
| 23    | Fabian Schaad           | CHE  | 3:41,76 min (24.)  |

Datum: 28. Januar 2011

Insgesamt nahmen 98 Athleten an der Qualifikation teil, zwei gemeldete Läufer traten nicht an und ein Läufer erreichte nicht das Ziel.

### 20 km Verfolgungsrennen
| Platz | Sportler              | Land | Zeit        |
| ----- | --------------------- | ---- | ----------- |
| 1     | Markus Weeger         | GER  | 56:54,1 min |
| 2     | Konstantin Kuleev     | RUS  | 57:35,4 min |
| 3     | Perttu Hyvarinen      | FIN  | 57:38,4 min |
| 4     | Rok Tršan             | SLO  | 57:38,7 min |
| 5     | Hiroyuki Miyazawa     | JPN  | 57:43,5 min |
| 6     | Thomas Wick           | GER  | 57:56,2 min |
| 7     | Damien Tarantola      | FRA  | 57:57,4 min |
| 8     | Sergei Ustjugow       | RUS  | 57:58,4 min |
| 9     | Erik Bergfall Brovold | NOR  | 58:25,4 min |
| 10    | Florian Notz          | GER  | 58:28,3 min |
| ...   |                       |      |             |
| 30    | Jonas Dobler          | GER  | 56:24,8 min |
| 32    | Niklas Liederer       | AUT  | 56:30,6 min |
| 37    | Max Hauke             | AUT  | 56:59,8 min |
| 44    | Erwan Käser           | CHE  | 57:46,9 min |

Datum: 30. Januar 2011

80 Athleten erreichten das Ziel, 7 gaben vorzeitig auf und ein gemeldeter Teilnehmer trat nicht an.

### 4 × 5 km Staffel
| Platz | Sportler                                                                     | Land | Laufzeiten                                                              | Gesamtzeit  |
| ----- | ---------------------------------------------------------------------------- | ---- | ----------------------------------------------------------------------- | ----------- |
| 1     | Emil Iversen Erik Bergfall Brovold Mathias Rundgreen Sindre Bjoernestad Skar | NOR  | 12:01,9 min (1.) 13:09,2 min (4.) 11:54,8 min (3.) 12:04,5 min (1.)     | 49:10,5 min |
| 2     | Gleb Retiwych Sergei Ustjugow Konstantin Kuleev Denis Kataev                 | RUS  | 12:05,6 min (3.) 12:42,5 min (1.) 12:02,3 min (5.) 12:22,2 min (5.)     | 49:12,7 min |
| 3     | Sami Lahdemaki Iivo Niskanen Antti Ojansivu Perttu Hyvarinen                 | FIN  | 12:08,4 min (4.) 12:55,9 min (2.) 12:01,2 min (4.) 12:17,7 min (4.)     | 49:23,3 min |
| 4     | Florian Notz Thomas Wick Jonas Dobler Markus Weeger                          | GER  | 12:20,2 min (7.) 13:11,6 min (6.) 11:52,9 min (1.) 12:06,5 min (2.)     | 49:31,3 min |
| 5     | Alexis Jeannerod Damien Tarantola Renaud Jay Paul Goalabre                   | FRA  | 12:04,5 min (2.) 13:19,7 min (8.) 12:26,7 min (10.) 12:15,5 min (3.)    | 50:06,5 min |
| 6     | Dominik Baldauf Luis Stadlober Max Hauke Niklas Liederer                     | AUT  | 12:09,2 min (5.) 13:21,1 min (9.) 11:53,7 min (2.) 12:46,8 min (14.)    | 50:10,9 min |
| 7     | Maicol Rastelli Nevio Zeni Claudio Muller Francesco De Fabiani               | ITA  | 12:20,0 min (6.) 13:15,4 min (7.) 12:17,7 min (7.) 12:45,9 min (13.)    | 50:39,2 min |
| 8     | Simon Persson Daniel Svensson Karl Edenroth Gustav Eriksson                  | SWE  | 12:21,8 min (8.) 13:09,5 min (5.) 12:39,3 min (13.) 12:43,7 min (11.)   | 50:54,4 min |
| 9     | Russell Kennedy Patrick Stewart-Jones Aaron Gillmor Andy Shields             | CAN  | 12:52,6 min (16.) 13:28,1 min (10.) 12:30,6 min (11.) 12:24,7 min (6.)  | 51:16,2 min |
| 10    | Tyler Kornfield Scott Patterson Andrew Dougherty Erik Bjornsen               | USA  | 12:22,4 min (9.) 13:44,6 min (14.) 12:43,2 min (14.) 12:28,2 min (7.)   | 51:18,5 min |
| ...   |                                                                              |      |                                                                         |             |
| 16    | Andrin Vontobel Corsin Hösli Erwan Käser Fabian Schaad                       | CHE  | 13:10,2 min (17.) 13:57.1 min (17.) 12:58,5 min (15.) 12:54,0 min (12.) | 52:24,7 min |

Datum: 31. Januar 2011

Insgesamt 19 Nationen meldeten eine Staffel für dieses Rennen und alle kamen ins Ziel.

## Langlauf Juniorinnen

### 5 km Freistil
| Platz | Sportler             | Land | Zeit        |
| ----- | -------------------- | ---- | ----------- |
| 1     | Ragnhild Haga        | NOR  | 13:50,6 min |
| 2     | Kari Øyre Slind      | NOR  | 13:56,2 min |
| 3     | Heidi Weng           | NOR  | 13:58,6 min |
| 4     | Martine Ek Hagen     | NOR  | 14:02,4 min |
| 5     | Jelena Soboljowa     | RUS  | 14:09,0 min |
| 6     | Anastasia Slonova    | KAZ  | 14:12,3 min |
| 7     | Jessie Diggins       | USA  | 14:18,2 min |
| 8     | Michiko Kashiwabara  | JPN  | 14:27,3 min |
| 9     | Christa Jäger        | CHE  | 14:28,1 min |
| 10    | Anna Schtscherbinina | RUS  | 14:28,2 min |
| ...   |                      |      |             |
| 16    | Lucia Anger          | GER  | 14:37,6 min |
| 18    | Helene Jacob         | GER  | 14:41,9 min |
| 27    | Natalia Müller       | CHE  | 14:57,3 min |
| 32    | Nathalie Schwarz     | AUT  | 15:03,3 min |
| 34    | Teresa Stadlober     | AUT  | 15:05,6 min |

Datum: 26. Januar 2011

88 Starter waren gemeldet. Eine gemeldeter Teilnehmerin trat nicht an, eine Athletin erreichte nicht das Ziel.

### Sprint Klassisch
| Platz | Sportler            | Land | Qualifikationszeit |
| ----- | ------------------- | ---- | ------------------ |
| 1     | Lucia Anger         | GER  | 3:17,26 min (4.)   |
| 2     | Kari Øyre Slind     | NOR  | 3:18,67 min (5.)   |
| 3     | Ragnhild Haga       | NOR  | 3:30,13 min (2.)   |
| 4     | Maria Grundvall     | FIN  | 3:19,13 min (6.)   |
| 5     | Hanna Kolb          | GER  | 3:13,92 min (1.)   |
| 6     | Jelena Soboljowa    | RUS  | 3:15,24 min (2.)   |
| 7     | Michiko Kashiwabara | JPN  | 3:24,21 min (13.)  |
| 8     | Gaia Vuerich        | ITA  | 3:24,72 min (17.)  |
| 9     | Evelina Settlin     | SWE  | 3:23,57 min (11.)  |
| 10    | Barbro Kvaale       | NOR  | 3:25,02 min (19.)  |

Datum: 28. Januar 2011

Insgesamt nahmen 87 Athleten an der Qualifikation teil.

### 10 km Verfolgungsrennen
| Platz | Sportler            | Land | Zeit        |
| ----- | ------------------- | ---- | ----------- |
| 1     | Heidi Weng          | NOR  | 31:08,4 min |
| 2     | Martine Ek Hagen    | NOR  | 31:10,0 min |
| 3     | Helene Jacob        | GER  | 31:10,5 min |
| 4     | Anastasia Slonova   | KAZ  | 31:13,9 min |
| 5     | Ewelina Marcisz     | POL  | 31:14,6 min |
| 6     | Kari Øyre Slind     | NOR  | 31:20,7 min |
| 7     | Jelena Soboljowa    | RUS  | 31:22,1 min |
| 8     | Lucia Anger         | GER  | 31:24,5 min |
| 9     | Ranghild Haga       | NOR  | 31:34,5 min |
| 10    | Marjaana Pitkaenen  | FIN  | 31:38,6 min |
| ...   |                     |      |             |
| 18    | Teresa Stadlober    | AUT  | 32:29,0 min |
| 20    | Theresa Eichhorn    | GER  | 32:29,7 min |
| 23    | Christa Jäger       | CHE  | 32:49,0 min |
| 27    | Veronika Mayerhofer | AUT  | 32:53,3 min |

Datum: 30. Januar 2011

75 Athleten erreichten das Ziel und drei gaben vorzeitig auf.

### 4 × 3,3 km Staffel
| Platz | Sportler                                                                       | Land | Laufzeiten                                                          | Gesamtzeit  |
| ----- | ------------------------------------------------------------------------------ | ---- | ------------------------------------------------------------------- | ----------- |
| 1     | Ragnhild Haga Martine Ek Hagen Heidi Weng Kari Øyre Slind                      | NOR  | 8:23,0 min (2.) 9:23,9 min (3.) 8:30.9 min (1.) 8:45,7 min (1.)     | 35:03,6 min |
| 2     | Elena Serokhvostova Anna Schtscherbinina Anna Netschajewskaja Jelena Soboljowa | RUS  | 8:35,2 min (6.) 9:14,6 min (1.) 8:37,8 min (3.) 8:58,5 min (4.)     | 35:26,2 min |
| 3     | Lucia Anger Theresa Eichhorn Helene Jacob Hanna Kolb                           | GER  | 8:18,5 min (1.) 9:45,3 min (5.) 8:41,0 min (4.) 8:53,4 min (3.)     | 35:38,3 min |
| 4     | Evelina Settlin Sofia Henriksson Madeleine Thorn Johanna Meyer                 | SWE  | 8:32,0 min (3.) 9:16,8 min (2.) 8:55,6 min (6.) 9:15,9 min (10.)    | 36:00,4 min |
| 5     | Tanja Kauppinen Marjaana Pitkaenen Susanna Saapunki Maria Grundvall            | FIN  | 8:32,4 min (5.) 9:28,0 min (4.) 9:07,5 min (9.) 9:03,5 min (6.)     | 36:11,5 min |
| 6     | Anja Eržen Anamarija Lampič Lea Einfalt Nika Razinger                          | SLO  | 8:32,0 min (4.) 9:53,2 min (8.) 9:06,7 min (8.) 8:59,0 min (5.)     | 36:31,0 min |
| 7     | Amy Glen Kinsey Loan Jessie Diggins Joanne Reid                                | USA  | 8:53,0 min (9.) 10:06,9 min (13.) 8:36,3 min (2.) 9:06,8 min (7.)   | 36:43,1 min |
| 8     | Lucia Scardoni Stefania Zanon Debora Agreiter Gaia Vuerich                     | ITA  | 8:49,1 min (8.) 9:51,5 min (6.) 8:56,5 min (7.) 9:32,0 min (13.)    | 37:09,3 min |
| 9     | Anna Stojan Yekaterina Semyonvykh Olga Mandrika Anastasia Slonova              | KAZ  | 9:22,9 min (14.) 9:56,9 min (10.) 9:16,5 min (10.) 8:50,9 min (2.)  | 37:27,3 min |
| 10    | Aline Arnould Manon Benoit Marion Colin Célia Aymonier                         | FRA  | 8:55,4 min (11.) 9:57,6 min (11.) 9:20,5 min (11.) 9:22,8 min (12.) | 37:36,5 min |
| ...   |                                                                                |      |                                                                     |             |
| 12    | Veronika Mayerhofer Teresa Stadlober Sandra Bader Nathalie Schwarz             | AUT  | 8:47,5 min (7.) 9:52,7 min (7.) 10:00,5 min (15.) 9:13,3 min (9.)   | 37:54,2 min |
| 13    | Stefanie Sprecher Jennifer Egger Christa Jäger Natalia Müller                  | CHE  | 9:37,6 min (16.) 10:05,6 min (12.) 8:52,9 min (5.) 9:18,4 min (11.) | 37:54,7 min |

Datum: 31. Januar 2011

Insgesamt 17 Nationen meldeten eine Staffel für dieses Rennen und alle kamen ins Ziel.

## Nordische Kombination Junioren

### Gundersen (Normalschanze HS 100/10 km)
| Platz | Sportler                   | Land | Weite  | Punkte | Rückstand      | Endzeit     |
| ----- | -------------------------- | ---- | ------ | ------ | -------------- | ----------- |
| 1     | Johannes Rydzek            | GER  | 93,5 m | 121,0  | 0:28 min (2.)  | 26:37,7 min |
| 2     | Marjan Jelenko             | SLO  | 93,5 m | 120,5  | 0:30 min (3.)  | 27:25,5 min |
| 3     | Kaarel Nurmsalu            | EST  | 96,5 m | 128,0  | 0:00 min (1.)  | 27:40,2 min |
| 4     | Ole Christian Wendel       | NOR  | 79,0 m | 088,0  | 2:40 min (27.) | 27:58,3 min |
| 5     | Jørgen Graabak             | NOR  | 84,0 m | 098,0  | 2:00 min (11.) | 28:03,0 min |
| 6     | Manuel Faißt               | GER  | 89,0 m | 111,5  | 1:06 min (5.)  | 28:16,9 min |
| 7     | Sepp Schneider             | AUT  | 78,0 m | 087,5  | 2:42 min (28.) | 28:26,1 min |
| 8     | Truls Sönstehagen Johansen | NOR  | 78,5 m | 088,5  | 2:38 min (24.) | 28:27,3 min |
| 9     | Samuel Costa               | ITA  | 82,0 m | 095,5  | 2:10 min (15.) | 28:30,8 min |
| 10    | Janis Morweiser            | GER  | 83,5 m | 097,5  | 2:02 min (12.) | 28:31,1 min |
| 11    | Franz-Josef Rehrl          | AUT  | 78,0 m | 085,0  | 2:52 min (34.) | 28:31,9 min |
| ...   |                            |      |        |        |                |             |
| 16    | Ivo Hess                   | CHE  | 87,5 m | 079,0  | 2:42 min (28.) | 29:22,9 min |
| 18    | Harald Lemmerer            | AUT  | 77,5 m | 084,0  | 2:56 min (37.) | 29:35,3 min |
| 23    | Mario Seidl                | AUT  | 84,5 m | 099,0  | 1:56 min (10.) | 29:47,0 min |

Datum: 27. Januar 2011

Der Lokalmatador Nurmsalu sicherte sich den Sprungbewerb und ging mit einem Vorsprung von 28 Sekunden bzw. 30 Sekunden auf die beiden Favoriten Rydzek und Jelenko in den Langlaufwettbewerb. Der starke Läufer Ole Christian Wendel war als 27. nach dem Springen bereits 2:40 hinter dem Esten.
Bereits in der 2. Runde (nach etwas mehr als 2,5 km) konnten Jelenko und Rydzek das Loch zulaufen. Von diesem Führungstrio erwies sich der Deutsche als stärkster Läufer und siegte am Ende ungefährdet 47 Sekunden bzw. 1:03 vor Jelenko und Nurmsalu.
Rydzek sprach nach dem Wettkampf von einem perfekten Rennen. Nurmsalu gab bekannt, dass er etwas nervös wurde, als Wendel immer näher kam, aber nach der 3. Runde war ihm zu 90 % klar, dass er ihn nicht mehr einholen wird.
Schnellste Langlaufzeit hatte der angesprochene Wendel mit knapp 20 Sekunden Vorsprung auf die Österreicher Rehrl und Schneider. Den Medaillengewinnern reichte die 9. (Rydzek), 18. (Jelenko) bzw. 33. (Nurmsalu) Laufzeit für ihren Erfolg.
Ein Läufer trat nicht, drei von den 57 gestarteten Teilnehmern erreichten nicht das Ziel.

### Gundersen (Normalschanze HS 106/5 km)
| Platz | Sportler          | Land | Weite  | Punkte | Rückstand      | Endzeit     |
| ----- | ----------------- | ---- | ------ | ------ | -------------- | ----------- |
| 1     | Marjan Jelenko    | SLO  | 93,0 m | 118,5  | 0:10 min (2.)  | 12:44,5 min |
| 2     | Johannes Rydzek   | GER  | 88,0 m | 108,5  | 0:50 min (5.)  | 13:04,9 min |
| 3     | Kaarel Nurmsalu   | EST  | 93,5 m | 121,0  | 0:00 min (1.)  | 13:20,6 min |
| 4     | Manuel Faißt      | GER  | 85,5 m | 102,0  | 1:16 min (11.) | 13:48,2 min |
| 5     | Joze Kamenik      | SLO  | 88,0 m | 108,0  | 0:52 min (6.)  | 13:50,6 min |
| 6     | Michael Brandner  | AUT  | 90,0 m | 113,5  | 0:30 min (3.)  | 13:56,8 min |
| 7     | Mario Seidl       | AUT  | 89,5 m | 112,0  | 0:36 min (4.)  | 14:00,9 min |
| 8     | Jørgen Graabak    | NOR  | 83,0 m | 097,0  | 1:36 min (18.) | 14:03,1 min |
| 9     | Samuel Costa      | ITA  | 83,0 m | 097,0  | 1:36 min (18.) | 14:03,5 min |
| 10    | Paweł Słowiok     | POL  | 85,0 m | 101,0  | 1:20 min (12.) | 14:09,8 min |
| ...   |                   |      |        |        |                |             |
| 12    | Franz-Josef Rehrl | AUT  | 83,5 m | 098,0  | 1:32 min (14.) | 14:16,1 min |
| 14    | Janis Morweiser   | GER  | 82,0 m | 094,5  | 1:46 min (20.) | 14:23,7 min |
| 20    | Michael Schuller  | GER  | 79,5 m | 088,5  | 2:10 min (24.) | 14:46,3 min |
| 26    | Sepp Schneider    | AUT  | 78,5 m | 085,5  | 2:22 min (29.) | 15:14,6 min |
| 29    | Sven Fawer        | CHE  | 81,0 m | 091,5  | 1:58 min (22.) | 15:21,5 min |
| 30    | Ivo Hess          | CHE  | 75,5 m | 080,0  | 2:44 min (40.) | 15:24,0 min |

Datum: 29. Januar 2011

Wie bereits 2 Tage zuvor ging abermals Nurmsalu als Sprungsieger hervor. Dieses Mal betrug der Vorsprung auf Jelenko 10 Sekunden und auf den Drittplatzierten Österreicher Brandner 30 Sekunden. Rydzek war als 5. bereits 50 Sekunden hinter dem Esten, die anderen starken Läufer waren bereits zu weit hinter den Medaillenrängen um auf der kurzen Strecke nochmals gefährlich zu werden.
Zur Halbzeit des Rennens hatte Rydzek noch einen Rückstand von 21 Sekunden auf das mittlerweile führende Duo Jelenko/Nurmsalu. Am Beginn dieser zweiten Runde konnte sich Jelenko von Nurmsalu absetzen und gab diese Führung nicht mehr ab. Nurmsalu wurde von Rypdzek am letzten Hang stehen gelassen und konnte sich die Silbermedaille sichern.
Schnellster im Langlaufen war abermals Ole Christian Wendel, der das Rennen als 28. beendete, 20 Sekunden vor Rydzek und dem Amerikaner Nick Hendrickson. Jelenko lief am 11. schnellsten, Nurmsalu wäre im Langlaufen 37. geworden.
Nurmsalu feierte seine dritte Bronzemedaille innerhalb von drei Tagen nach eigenen Angaben mit einem Glas Apfelsaft, da er am nächsten Tag mit der estnischen Mannschaft bei den Skispringern antreten muss.
59 Athleten absolvierten das Springen, einer davon trat nicht mehr zum Langlauf an und ein Kombinierer beendete den Langlauf vorzeitig.

### Mannschaftsbewerb
Der Mannschaftsbewerbwar für den 30. Januar 2011 vorgesehen, musste aber abgesagt werden.

## Skispringen Junioren

### Normalschanze
| Platz | Sportler           | Land | Weite 1 | Weite 2 | Punkte |
| ----- | ------------------ | ---- | ------- | ------- | ------ |
| 1     | Wladimir Sografski | BUL  | 098,0 m | 095,0 m | 255    |
| 2     | Stefan Kraft       | AUT  | 091,5 m | 100,0 m | 251    |
| 3     | Kaarel Nurmsalu    | EST  | 093,5 m | 096,0 m | 249    |
| 4     | Anders Fannemel    | NOR  | 089,5 m | 098,0 m | 241    |
| 5     | Marco Grigoli      | CHE  | 091,5 m | 093,0 m | 237    |
| 6     | Thomas Lackner     | AUT  | 092,0 m | 090,5 m | 233    |
| 7     | Sami Niemi         | FIN  | 091,0 m | 092,5 m | 232,5  |
| 8     | Espen Røe          | NOR  | 093,5 m | 089,0 m | 231    |
| 9     | Richard Freitag    | GER  | 089,0 m | 092,0 m | 228,5  |
| 10    | Alexandre Mabboux  | FRA  | 095,0 m | 086,0 m | 227,5  |
| ...   |                    |      |         |         |        |
| 13    | Markus Schiffner   | AUT  | 087,0 m | 092,5 m | 224    |
| 14    | Daniel Wenig       | GER  | 087,0 m | 092,0 m | 223    |
| 23    | Pascal Egloff      | CHE  | 086,5 m | 095,5 m | 206    |
| 28    | Marinus Kraus      | GER  | 090,5 m | 075,0 m | 189    |

Datum: 28. Januar 2011

Stefan Kraft sicherte sich mit Schanzenrekord im 2. Durchgang noch den Vizeweltmeistertitel, damit war bereits vor dem Mannschaftsspringen klar, dass die Serie des ÖSV anhält, der seit 1988 bei jeder Juniorenweltmeisterschaft im Skispringen zumindest eine Medaille holte. Gold ging an den bereits weltcuperfahrenen Favoriten Wladimir Sografski aus Bulgarien, der sich somit zum ersten nordischen bulgarischen Juniorenweltmeister krönte. Der dritte Platz des Lokalmatadors Kaarel Nurmsalu war eine große Überraschung, der eigentliche Kombinierer sicherte sich einen Tag zuvor in ebendieser Sportart ebenfalls die Bronze-Medaille. „Damit habe ich nicht gerechnet. Eigentlich ist morgen mein Tag mit der Kombination. Ich dachte, vielleicht schaffe ich es unter die Top Ten. Ich wollte das Spezialspringen eigentlich nur mal ausprobieren“, so der Überraschungsmann.
Der weltcuperfahrene Richard Freitag enttäuschte mit dem 9. Platz etwas. Insgesamt waren unter den Top 12 Springer aus zehn Nationen.
68 Teilnehmer kamen in die Wertung, zwei Springer wurden disqualifiziert.

### Mannschaftsspringen Normalschanze
| Platz | Sportler                                                        | Land | Weite 1                     | Weite 2                     | Punkte |
| ----- | --------------------------------------------------------------- | ---- | --------------------------- | --------------------------- | ------ |
| 1     | Michael Hayböck Stefan Kraft Markus Schiffner Thomas Lackner    | AUT  | 95,0 m 93,5 m 89,5 m 79,5 m | 94,5 m 88,5 m 91,5 m        | 920,5  |
| 2     | Richard Freitag Daniel Wenig Marinus Kraus Stephan Leyhe        | GER  | 95,5 m 92,5 m 89,0 m 91,5 m | 90,0 m 92,0 m 90,0 m 83,5 m | 913,0  |
| 3     | Espen Røe Mats Berggaard Anders Fannemel Sigmund Hagehaugen     | NOR  | 89,0 m 88,5 m 89,0 m 87,5 m | 90,0 m 89,0 m 88,0 m 87,0 m | 876,0  |
| 4     | Tomasz Byrt Klemens Murańka Andrzej Zapotoczny Krzysztof Miętus | POL  | 91,0 m 91,5 m 87,0 m 88,0 m | 93,0 m 88,0 m 88,5 m 77,0 m | 871,0  |
| 5     | Rok Justin Andraž Pograjc Marjan Jelenko Nejc Dežman            | SLO  | 90,0 m 88,0 m 89,0 m 84,0 m | 89,5 m 87,5 m 84,5 m 82,5 m | 847,0  |
| 6     | Marco Grigoli Pascal Egloff Gregor Deschwanden Adrian Schuler   | CHE  | 86,5 m 88,0 m 85,5 m 77,5 m | 91,5 m 88,5 m 88,0 m 86,0 m | 838,0  |
| 7     | Antti Määttä Jarkko Määttä Miika Ylipulli Sami Niemi            | FIN  | 87,0 m 83,5 m 84,0 m 85,5 m | 86,0 m 88,5 m 87,5 m 84,5 m | 826,0  |
| 8     | Miloš Kadlec Robert Kuban Čestmír Kožíšek Pavel Farkas          | CZE  | 89,0 m 84,5 m 83,5 m 79,5 m | 81,0 m 81,5 m 82,0 m 75,0 m | 728,5  |

Datum: 30. Januar 2011

Nach mehreren Verschiebungen aufgrund des starken Windes setzte sich erwartungsgemäß das Titelverteidiger-Quartett aus Österreich mit 920,5 Punkten relativ knapp vor dem starken DSV Team durch. Nach dem ersten Durchgang war das deutsche Quartett noch 24 Punkte voran. „Es war gut, im Einzel nicht gesprungen zu sein. Ich war wirklich krank. Umso schöner ist der Titel mit der Mannschaft, den wir nicht wirklich einkalkuliert hatten. Wir haben im 2. Durchgang 24 Punkte aufgeholt, das ist Sport“, so der mittlerweile dreifache Juniorenweltmeister Michael Hayböck. Eine kleine Überraschung war der dritte Platz der norwegischen Mannschaft, die sich gegen die favorisierten Polen knapp durchsetzen konnten.
Enttäuschend das finnische Team, das 50 Punkte hinter einen Podiumsplatz auf Rang 7 landete.
Insgesamt 12 Nationen meldeten eine Mannschaft für dieses Springen.

## Skispringen Juniorinnen

### Normalschanze
| Platz | Sportler                   | Land | Weite 1 | Weite 2 | Punkte |
| ----- | -------------------------- | ---- | ------- | ------- | ------ |
| 1     | Coline Mattel              | FRA  | 96,5 m  | 98,5 m  | 257,5  |
| 2     | Špela Rogelj               | SLO  | 96,5 m  | 96,5 m  | 254,0  |
| 3     | Yūki Itō                   | JPN  | 93,0 m  | 99,0 m  | 252,0  |
| 4     | Jacqueline Seifriedsberger | AUT  | 94,0 m  | 95,5 m  | 247,5  |
| 5     | Evelyn Insam               | ITA  | 94,5 m  | 96,5 m  | 245,0  |
| 6     | Sara Takanashi             | JPN  | 94,5 m  | 90,0 m  | 235,5  |
| 7     | Eva Logar                  | SLO  | 90,5 m  | 94,0 m  | 233,5  |
| 8     | Carina Vogt                | GER  | 92,5 m  | 92,5 m  | 227,0  |
| 9     | Bigna Windmüller           | CHE  | 85,5 m  | 91,0 m  | 219,5  |
| 10    | Katharina Keil             | AUT  | 88,0 m  | 89,5 m  | 219,0  |
| 11    | Anna Rupprecht             | GER  | 92,5 m  | 86,0 m  | 214,5  |
| ...   |                            |      |         |         |        |
| 14    | Svenja Würth               | GER  | 87,0 m  | 86,5 m  | 210,5  |
| 15    | Cornelia Roider            | AUT  | 87,0 m  | 87,0 m  | 209,5  |
| 22    | Ramona Straub              | GER  | 83,0 m  | 83,5 m  | 190,0  |

Datum: 27. Januar 2011

Mit Coline Mattel gewann die Favoritin den Bewerb, für die im November 2010 erst 15 Jahre alt gewordene Französin war es nach Silber im Vorjahr bereits die zweite Junioren Weltmeisterschaftsmedaille in ihrer Karriere. Die Japanerin Yūki Itō erreichte nach 93 Metern im ersten Durchgang und den damit verbundenen fünften Platz mit 99 im zweiten die Tageshöchstweite und den Sprung aufs Podest.
Der zweite Platz ging an die Slowenin Špela Rogelj, die somit ihren Platz vom ersten Durchgang hielt. Auffallend dass alle Medaillengewinner Jahrgang 94 oder jünger waren und keiner der großen Skisprungnationen wie Norwegen, Österreich, Deutschland oder Finnland am Podest vertreten war. 50 Teilnehmerinnen kamen in die Wertung, eine Springerin wurde disqualifiziert.

### Mannschaftsspringen Normalschanze
Das Teamspringen der Frauen war für den 29. Januar 2011 vorgesehen, musste aber nach mehreren Verschiebungen abgesagt werden.

## Nationenwertung

### Nationenwertung
| Platz | Land        | Gold | Silber | Bronze | Gesamt |
| ----- | ----------- | ---- | ------ | ------ | ------ |
| 1     | Norwegen    | 6    | 6      | 5      | 17     |
| 2     | Russland    | 3    | 6      | 3      | 12     |
| 3     | Deutschland | 3    | 3      | 2      | 8      |
| 4     | Finnland    | 2    | 0      | 4      | 6      |
| 5     | Slowenien   | 1    | 2      | 0      | 3      |
| 6     | Österreich  | 1    | 1      | 0      | 2      |
| 7     | Frankreich  | 1    | 0      | 0      | 1      |
| 7     | Bulgarien   | 1    | 0      | 0      | 1      |
| 7     | Kanada      | 1    | 0      | 0      | 1      |
| 10    | Estland     | 0    | 0      | 3      | 3      |
| 11    | Japan       | 0    | 0      | 1      | 1      |
| 11    | Schweden    | 0    | 0      | 1      | 1      |

### Juniorennationenwertung
| Platz | Land        | Gold | Silber | Bronze | Gesamt |
| ----- | ----------- | ---- | ------ | ------ | ------ |
| 1     | Norwegen    | 5    | 4      | 3      | 12     |
| 2     | Deutschland | 3    | 3      | 2      | 8      |
| 3     | Russland    | 1    | 3      | 1      | 5      |
| 4     | Slowenien   | 1    | 2      | 0      | 3      |
| 5     | Österreich  | 1    | 1      | 0      | 2      |
| 6     | Frankreich  | 1    | 0      | 0      | 1      |
| 6     | Bulgarien   | 1    | 0      | 0      | 1      |
| 8     | Estland     | 0    | 0      | 3      | 3      |
| 8     | Finnland    | 0    | 0      | 3      | 3      |
| 10    | Japan       | 0    | 0      | 1      | 1      |

### U23-Nationenwertung
| Platz | Land     | Gold | Silber | Bronze | Gesamt |
| ----- | -------- | ---- | ------ | ------ | ------ |
| 1     | Russland | 2    | 3      | 2      | 7      |
| 2     | Finnland | 2    | 0      | 1      | 3      |
| 3     | Norwegen | 1    | 3      | 2      | 6      |
| 4     | Kanada   | 1    | 0      | 0      | 1      |
| 5     | Schweden | 0    | 0      | 1      | 1      |